# 国際科学振興財団
公益財団法人国際科学振興財団（こくさいかがくしんこうざいだん、英語: Foundation for Advancement of International Science 、略称：FAIS）は、元文部科学省所管、現内閣府認定の公益財団法人。2002年からアメリカンファミリー生命保険(Aflac)日本法人設立者で、元社長、現最高顧問の大竹美喜が会長を務める。

## 目的
定款において、産業の発展と国民生活の向上に資するための研究開発及び国際交流等を実施するとともに、その促進を図り、もって学術文化及び科学技術の振興に貢献することを、目的として定めている。

## 事業
公益社団法人及び公益財団法人の認定等に関する法律で、公益目的事業として別表中に掲げる23種類の事業の内、「学術及び科学技術の振興を目的とする事業」を実施している。平成25年度で研究員（専任及び兼任）は97名。

## 沿革
- 1977年(昭和52年) 経済団体連合会が中心となり設立(初代会長土光敏夫)
- 1981年(昭和56年) 特定公益増進法人に指定
- 2011年(平成23年) 公益財団法人に移行認定